# Steve Vai
Steven Siro Vai (* 6. června 1960 New York) je americký kytarista, zpěvák, skladatel a producent.
Držitel ceny Grammy (plus 9 nominací), je uznávaný jako jeden z nejlepších kytaristů všech dob, je žákem Joe Satrianiho a absolvent Berklee College of Music. Nahrával a cestoval na turné s hudebníky jako Alcatrazz, David Lee Roth nebo Whitesnake, dále nahrával s umělci jako Public Image Ltd, Mary J. Blige, Spinal Tap a Ozzy Osbourne. Také vystupoval na živo s projekty jako G3, Zappa Plays Zappa a Experience Hendrix Tour, stejně jako na svých mezinárodních turné.
Od poloviny 80. let je inspirací pro mnoho příznivců kytary na celém světě. Dále se zabývá duchovními vědami, meditací a je vegetariánem, což ovlivňuje i jeho tvorbu. Je ženatý a má dvě děti. Jeho jméno se vyslovuje [stýv vaj]. Příjmení se nečte tak, jak bychom v angličtině očekávali, protože pochází z italštiny.

## Biografie
Dospívající Vai začal hrát na kytaru inspirovaný tvorbou Jimiho Hendrixe, Alice Coopera či Led Zeppelin. Ještě před nástupem do Berklee College of Music Vaie učil další kytarový virtuóz, Joe Satriani a zároveň hrál v místních skupinách. Tou dobou byli jeho inspirací muzikanti jako Jeff Beck nebo Allan Holdsworth.

### Začátky
Fascinovala ho i hudba Franka Zappy, proto se rozhodl poslat mu vypracované vlastnoruční transkripce jeho sólovek. Ten ho pozval na sraz, a když na něj hra mladého Vaie udělala dobrý dojem, přibral ho do skupiny. Steve mohl předvést svůj talent ve skladbách jako „Moggio“ a „Stevie's Spanking“. Se Zappou absolvoval i koncertní turné, během kterých pozoroval hru hudebníků na scéně a hodně se při tom naučil.
Vai nahrál spolu se Zappou 6 alb v letech 1980–84.

### Kariéra
Po odchodu od Zappy v roce 1982 se Vai přestěhoval do Kalifornie, kde nahrál své první sólové album s názvem Flex-Able (1984) a vystupoval v několika skupinách. V roce 1985 zastoupil Yngwie Malmsteena ve skupině Alcatrazz Grahama Bonneta. Ve skupině nepůsobil dlouho, ale stihl s ní nahrát album Disturbing the Peace.
Ten samý rok se ještě Steve přidal do skupiny bývalého frontmana formace Van Halen, Davida Lee Rotha. Nahrál s nimi dvě alba: multiplatinový Eat'em And Smile a Skyscraper. Tyto alba, videonahrávky a koncertní turné výrazně přispěly k růstu Vaiovy popularity.
V roce 1989 vypomohl Steve Vai skupině Whitesnake při natáčení alba "Slip of the Tongue", když potřebovali sehnat narychlo náhradu za Adriana Vandenberga, který z náhlých osobních důvodů nemohl kytary na tomhle albu nahrát. Této role se zhostil s velkým citem, když zde zahrál skvělé kytarové party, kdy sice pozornému posluchači neunikne jeho osobitý projev, ale nijak nenarušil "tvář" dosavadní hudby Whitesnake.
Po odskočení k Whitesnake Vai pokračoval v sólové dráze. V roce 1990 mu vyšlo vysoko hodnocené instrumentální album Passion and Warfare, které je směsí rocku, heavy metalu, jazzu, funku a částečně i vážné hudby.
V roce 1993 spolupracoval s bubeníkem Terrym Bozziem, basistou T. M. Stevensem a zpěvákem Devinem Townsendem na albu Sex and Religion.

## Hudební nástroje a aparatura
Vai používá hlavně kytary značky Ibanez. Během dlouholeté spolupráce s touto firmou vznikly dvě řady elektrických kytar – Ibanez JEM a Ibanez Universe – které jsou sériově vyráběny a používány hráči po celém světě.
Ve spolupráci s firmou Carvin vznikla dále výrobková řada kytarových aparatur Steve Vai Legacy, ve spolupráci s firmou Morley řada wah-wah pedálů Steve Vai Bad Horsie a s firmou Synergy spolupracoval na vytvoření signature předzesilovačového lampového modulu, který aktivně používá ve studiu i na koncertech a zakládá na něm svůj zvuk.

## Diskografie (výběr)
- Flex-Able (1984)
- Flex-Able Leftovers (1984)
- Passion and Warfare (1990)
- Sex & Religion (1993)
- Alien Love Secrets (1995)
- Fire Garden (1996)

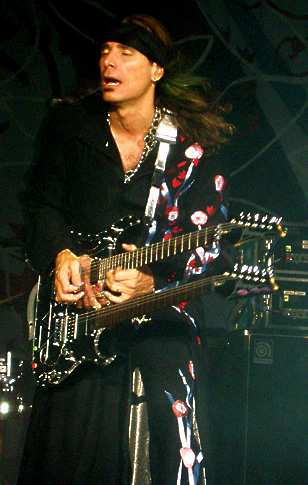
Vai při hře na kytaru Ibanez se dvěma krky

- Flex-Able Leftovers (Rerelease, 1998)
- The Ultra Zone (1999)
- The 7th Song – Enchanting Guitar Melodies – Archives Vol. 1 (2000)
- Alive In An Ultra World (2001)
- The Elusive Light and Sound Vol. 1, (1972–2002)
- FZ Original Recordings; Steve Vai Archives, Vol. 2 (2001)
- Mystery Tracks – Archives Vol. 3 (2003)
- Various Artists – Archives Vol. 4 (2003)
- The Infinite Steve Vai – An Anthology (2003)
- Live in London (2004)
- Real Illusions: Reflections (2005)
- Sound Thories (2007)
- Where The Wild Things Are (2009)
- Where The Other Wild Things Are (2009)
- The Story of Light (2012)
- Modern Primitive (2016)
- Inviolate (2022)
- Vai/Gash (2023)